# Camponotus robecchii
Camponotus robecchii é uma espécie de inseto do gênero Camponotus, pertencente à família Formicidae.